# Liste der Träger des Nationalpreises der DDR II. Klasse für Kunst und Literatur (1970–1979)
Diese Liste stellt die Träger des Nationalpreises der DDR in der II. Klasse für Kunst und Literatur von 1970 bis 1979 dar. Zu den anderen Jahrzehnten und Stufen siehe die Liste der Träger des Nationalpreises der DDR.

## Liste
| Auflistung nach Jahren                            |
| 1970 1971 1972 1973 1974 1975 1976 1977 1978 1979 |

| Jahr   | Preisträger | Preisträger | Verleihungsgrund | Anmerkung |
| ------ | --- | --- | --- | --------- |
| 1970 ↑ | Alfred Beier-Red | Karikaturist und Pressezeichner | für seine über Jahrzehnte währenden Leistungen zur Herausbildung der proletarisch-sozialistischen Karikatur |           |
| 1970 ↑ | Johann Cilenšek | Rektor der Franz-Liszt-Hochschule Weimar und Komponist | für sein umfangreiches Instrumentalschaffen, vor allem im Bereich der Sinfonik |           |
| 1970 ↑ | Peter Edel | Schriftsteller | für seinen Roman „Die Bilder des Zeugen Schattmann“, der die Literatur über den antifaschistischen Widerstandskampf um ein bedeutendes Werk bereichert                                                                                      |           |
| 1970 ↑ | Hans-Joachim Kasprzik | Regisseur beim Deutschen Fernsehfunk | für seine beispielgebende Inszenierungsarbeit bei der Verfilmung der Fallada-Romane „Wolf unter Wölfen“, „Kleiner Mann, was nun?“ und „Jeder stirbt für sich allein“                                                                        |           |
| 1970 ↑ | Arno Mohr | Maler und Grafiker, Professor an der Kunsthochschule Berlin | für sein vorbildliches künstlerisches Wirken, das maßgeblich die Entwicklung der realistischen Grafik und der realistischen architekturgebundenen Bildkunst beeinflusst hat                                                                 |           |
| 1971 ↑ | Rudolf Asmus | Bürger der ČSSR, Opernsänger an der Komischen Oper Berlin | in Anerkennung seiner künstlerischen Leistungen als führendes und langjähriges Mitglied der Komischen Oper Berlin, durch die er zum internationalen Ruf dieses Instituts als Pflegestätte sozialistisch-realistischen Musiktheaters beitrug |           |
| 1971 ↑ | Heinz Fricke | Generalmusikdirektor, Dirigent an der Deutschen Staatsoper Berlin | für sein künstlerisches Wirken als Dirigent in Oper und Konzert |           |
| 1971 ↑ | Günter Görlich | Schriftsteller | für sein literarisches Schaffen auf dem Gebiet der sozialistischen Kinder- und Jugendliteratur, insbesondere für seinen Roman „Den Wolken ein Stück näher“                                                                                  |           |
| 1971 ↑ | Manfred Krug | Schauspieler | für seine volksverbundene Darstellungskunst in Kino- und Fernsehfilmen und sein Mitwirken bei der Entwicklung einer sozialistischen Unterhaltungskunst                                                                                      |           |
| 1971 ↑ | Günther Rücker | Schriftsteller und Regisseur | für sein literarisches Schaffen, insbesondere für seine Hörspiele |           |
| 1972 ↑ | Kammersängerin Ludmila Dvořáková                                                                                                | Opernsängerin an der Deutschen Staatsoper Berlin | für die beispielhafte Darstellung bedeutender Fachpartien großer Operninszenierungen der Deutschen Staatsoper Berlin |           |
| 1972 ↑ | Martin Flörchinger | Schauspieler am Berliner Ensemble | für seine bedeutenden schauspielerischen Leistungen im Berliner Ensemble, im Film und im Fernsehen |           |
| 1972 ↑ | Bernhard Heisig | Maler und Grafiker, Ordentliches Mitglied der Akademie der Künste der DDR                                                                                               | für sein bedeutendes künstlerisches Schaffen auf dem Gebiet der bildenden Kunst |           |
| 1972 ↑ | Jutta Hoffmann | Schauspielerin am Maxim-Gorki-Theater Berlin | für ihre beispielgebende Menschengestaltung auf der Bühne, im Film und im Fernsehen, besonders in Werken der sozialistischen Gegenwartsdramatik                                                                                             |           |
| 1972 ↑ | Armin Mueller-Stahl | Schauspieler | für seine großen schauspielerischen Leistungen, insbesondere die Darstellung des Kurt Lindow in dem Fernsehfilm „Die Verschworenen“ |           |
| 1972 ↑ | Curt Querner | Maler und Grafiker | für sein bedeutendes künstlerisches Schaffen auf dem Gebiet der bildenden Kunst |           |
| 1973 ↑ | Kollektiv der Abteilung Geschichte der sozialistischen Literatur der Akademie der Künste der DDR                                | Kollektiv der Abteilung Geschichte der sozialistischen Literatur der Akademie der Künste der DDR                                                                        | für seine Forschungsarbeiten und Publikationen zur sozialistischen deutschen Literatur |           |
| 1973 ↑ | Friedrich Albrecht | Wissenschaftlicher Mitarbeiter | für seine Forschungsarbeiten und Publikationen zur sozialistischen deutschen Literatur |           |
| 1973 ↑ | Irmfried Hiebel | Wissenschaftlicher Mitarbeiter | für seine Forschungsarbeiten und Publikationen zur sozialistischen deutschen Literatur |           |
| 1973 ↑ | Klaus Kändler | Wissenschaftlicher Mitarbeiter | für seine Forschungsarbeiten und Publikationen zur sozialistischen deutschen Literatur |           |
| 1973 ↑ | Alfred Klein | Abteilungsleiter | für seine Forschungsarbeiten und Publikationen zur sozialistischen deutschen Literatur |           |
| 1973 ↑ | Architektenkollektiv der städtebaukünstlerischen Gestaltung des Raumes Rostock-Lütten Klein                                     | Architektenkollektiv der städtebaukünstlerischen Gestaltung des Raumes Rostock-Lütten Klein                                                                             | für seine städtebauliche, architektonische und künstlerische Gestaltung der Wohngebiete Lütten Klein, Evershagen und Lichtenhagen der Stadt Rostock unter den Bedingungen des industriellen Bauens                                          |           |
| 1973 ↑ | Peter Baumbach | Hauptarchitekt im Wohnungsbaukombinat Rostock | für seine städtebauliche, architektonische und künstlerische Gestaltung der Wohngebiete Lütten Klein, Evershagen und Lichtenhagen der Stadt Rostock unter den Bedingungen des industriellen Bauens                                          |           |
| 1973 ↑ | Erich Kaufmann | Hauptarchitekt Lütten Klein im VEB Hochbauprojektierung Rostock | für seine städtebauliche, architektonische und künstlerische Gestaltung der Wohngebiete Lütten Klein, Evershagen und Lichtenhagen der Stadt Rostock unter den Bedingungen des industriellen Bauens                                          |           |
| 1973 ↑ | Rudolf Lasch | Chefarchitekt der Stadt Rostock und Leiter des Büros für Stadtplanung                                                                                                   | für seine städtebauliche, architektonische und künstlerische Gestaltung der Wohngebiete Lütten Klein, Evershagen und Lichtenhagen der Stadt Rostock unter den Bedingungen des industriellen Bauens                                          |           |
| 1973 ↑ | Kurt Tauscher | Technischer Leiter und Chefarchitekt im WBK Rostock Betrieb Projektierung                                                                                               | für seine städtebauliche, architektonische und künstlerische Gestaltung der Wohngebiete Lütten Klein, Evershagen und Lichtenhagen der Stadt Rostock unter den Bedingungen des industriellen Bauens                                          |           |
| 1973 ↑ | Wolfgang Urbanski | Ordentlicher Professor für Funktion und Konstruktion der Bauwerke an der Ingenieurhochschule Wismar                                                                     | für seine städtebauliche, architektonische und künstlerische Gestaltung der Wohngebiete Lütten Klein, Evershagen und Lichtenhagen der Stadt Rostock unter den Bedingungen des industriellen Bauens                                          |           |
| 1973 ↑ | Hannelore Bey | Primaballerina an der Komischen Oper Berlin | für ihre Interpretation bedeutender Ballettpartien, für ihren maßgeblichen Anteil an der Entwicklung des Bühnentanzes in der DDR und seinen internationalen Ruf                                                                             |           |
| 1973 ↑ | Max Butting | Komponist, Ordentliches Mitglied der Akademie der Künste der DDR | für sein Lebenswerk als Komponist und seine Verdienste um die Entwicklung der Musikkultur in der DDR |           |
| 1973 ↑ | Erhard Fischer | Chefregisseur an der Deutschen Staatsoper Berlin | für seine Inszenierungen und seine Verdienste bei der Ausbildung des Sänger- und Regienachwuchses |           |
| 1973 ↑ | Roland Gawlik | Meistertänzer an der Komischen Oper Berlin | für seine Leistungen als Ballettsolist der Komischen Oper |           |
| 1973 ↑ | Wieland Herzfelde | Schriftsteller, Ordentliches Mitglied der Akademie der Künste der DDR                                                                                                   | für sein literarisches Schaffen und für seine verlegerischen Leistungen, insbesondere bei der Herausgabe der deutschen und sowjetischen sozialistischen Literatur                                                                           |           |
| 1973 ↑ | Rolf Ludwig | Schauspieler an der Volksbühne Berlin | für seine Leistungen bei der Menschendarstellung im Theater, Film und Fernsehen |           |
| 1973 ↑ | Friedel Reiche-Nowack | Schauspielerin am Maxim Gorki Theater Berlin | für ihre Leistungen im Theater, Film und Fernsehen |           |
| 1973 ↑ | Herbert Sandberg | Maler und Grafiker | für sein künstlerisches Lebenswerk und seine besonderen Verdienste um die Entwicklung der Karikatur und Pressezeichnung in der DDR |           |
| 1973 ↑ | Horst Sauer | Chefregisseur | für seine Leistungen bei der bildkünstlerischen Gestaltung der Berichterstattung von den X. Weltfestspielen der Jugend und Studenten |           |
| 1974 ↑ | Kollektiv „Städtebaulich-architektonische Gestaltung der Prager Straße Dresden“                                                 | Kollektiv „Städtebaulich-architektonische Gestaltung der Prager Straße Dresden“                                                                                         | für die Leistungen bei der Gestaltung des städtebaulichen Ensembles Prager Straße Dresden |           |
| 1974 ↑ | Ing. Günter Gruner | Leiter der Abt. Gesellschaftsbau im VEB (B) Baukombinat Dresden, Betrieb Projektierung                                                                                  | für die Leistungen bei der Gestaltung des städtebaulichen Ensembles Prager Straße Dresden |           |
| 1974 ↑ | Ing. Hans Konrad | Brigadeleiter „Stadtbild“ im Büro des Stadtarchitekten, Rat der Stadt Dresden                                                                                           | für die Leistungen bei der Gestaltung des städtebaulichen Ensembles Prager Straße Dresden |           |
| 1974 ↑ | Ing. Gerhard Landgraf | Gruppenleiter im VEB (B) Baukombinat Dresden, Betrieb Projektierung | für die Leistungen bei der Gestaltung des städtebaulichen Ensembles Prager Straße Dresden |           |
| 1974 ↑ | Ing. Josef Pietsch | Landschaftsarchitekt im Verkehrs- und Tiefbaukombinat Dresden | für die Leistungen bei der Gestaltung des städtebaulichen Ensembles Prager Straße Dresden |           |
| 1974 ↑ | Kurt Röthig | Brigadeleiter „Neuplanung“ im Büro des Stadtarchitekten, Rat der Stadt Dresden                                                                                          | für die Leistungen bei der Gestaltung des städtebaulichen Ensembles Prager Straße Dresden |           |
| 1974 ↑ | Dr.-Ing. Peter Sniegon | Bezirksarchitekt beim Rat des Bezirkes Dresden | für die Leistungen bei der Gestaltung des städtebaulichen Ensembles Prager Straße Dresden |           |
| 1974 ↑ | Ruth Berghaus-Dessau | Intendantin des Berliner Ensembles und Ordentliches Mitglied der Akademie der Künste der DDR                                                                            | in Anerkennung hervorragender Leistungen als Regisseurin |           |
| 1974 ↑ | René-Benjamin Besson | Intendant der Volksbühne Berlin und Ordentliches Mitglied der Akademie der Künste der DDR                                                                               | in Anerkennung und Würdigung seiner künstlerischen Arbeit als Regisseur und Theaterleiter |           |
| 1974 ↑ | Franz Fühmann | Schriftsteller, Ordentliches Mitglied der Akademie der Künste der DDR                                                                                                   | für sein vielseitiges und umfangreiches literarisches Gesamtschaffen |           |
| 1974 ↑ | Dr. phil. Peter Hacks | Schriftsteller, Ordentliches Mitglied der Akademie der Künste der DDR                                                                                                   | in Anerkennung seines vielseitigen literarischen Schaffens |           |
| 1974 ↑ | Prof. Wolfgang Mattheuer | Professor für Malerei an der Hochschule für Grafik und Buchkunst Leipzig                                                                                                | für seinen bedeutenden Anteil an der Entwicklung der sozialistisch-realistischen Malerei und an der Erziehung junger Künstlerpersönlichkeiten                                                                                               |           |
| 1974 ↑ | Gerd Natschinski | Komponist | für sein kompositorisches Schaffen auf dem Gebiet des heiteren Musiktheaters und der Unterhaltungskunst |           |
| 1974 ↑ | Prof. Otto Niemeyer-Holstein | Maler und Grafiker, Ordentliches Mitglied der Akademie der Künste der DDR                                                                                               | für die Bereicherung sozialistischer Kunstentwicklung durch sein bedeutendes realistisches Lebenswerk |           |
| 1974 ↑ | Fritz Selbmann | Schriftsteller | für sein literarisches Gesamtschaffen |           |
| 1974 ↑ | Prof. Werner Tübke | Rektor der Hochschule für Grafik und Buchkunst Leipzig | für seine Verdienste bei der schöpferischen Bewahrung künstlerischer Traditionen und bei der Entwicklung der sozialistisch-realistischen Malerei                                                                                            |           |
| 1974 ↑ | Jean Weidt | Ballettmeister an der Komischen Oper Berlin | in Anerkennung seines Wirkens für eine proletarisch-revolutionäre Tanzkunst und deren Integration in das zeitgenössische Ballettschaffen der DDR                                                                                            |           |
| 1975 ↑ | Schöpferkollektiv des Films „Jakob der Lügner“                                                                                  | Schöpferkollektiv des Films „Jakob der Lügner“ | für seinen Beitrag zur künstlerischen Gestaltung des Films „Jakob der Lügner“ |           |
| 1975 ↑ | Jurek Becker | Schriftsteller | für seinen Beitrag zur künstlerischen Gestaltung des Films „Jakob der Lügner“ |           |
| 1975 ↑ | Frank Beyer | Regisseur | für seinen Beitrag zur künstlerischen Gestaltung des Films „Jakob der Lügner“ |           |
| 1975 ↑ | Vlastimil Brodský | Bürger der ČSSR, Schauspieler | für seinen Beitrag zur künstlerischen Gestaltung des Films „Jakob der Lügner“ |           |
| 1975 ↑ | Dipl.-Film-Ok. Gerd Gericke | Dramaturg im VEB DEFA-Studio für Spielfilme | für seinen Beitrag zur künstlerischen Gestaltung des Films „Jakob der Lügner“ |           |
| 1975 ↑ | Erwin Geschonneck | Schauspieler, Ordentliches Mitglied der Akademie der Künste der DDR | für seinen Beitrag zur künstlerischen Gestaltung des Films „Jakob der Lügner“ |           |
| 1975 ↑ | Günter Marczinkowsky | Kameramann im VEB DEFA-Studio für Spielfilme | für seinen Beitrag zur künstlerischen Gestaltung des Films „Jakob der Lügner“ |           |
| 1975 ↑ | Kollektiv für die Gestaltung des Stadthallenkomplexes Karl-Marx-Stadt                                                           | Kollektiv für die Gestaltung des Stadthallenkomplexes Karl-Marx-Stadt                                                                                                   | für die gestalterische Lösung des Ensembles der Stadthalle und des Interhotels in Karl-Marx-Stadt |           |
| 1975 ↑ | Ing. Hans-Heinrich Förster | Projektierungsverantwortlicher im VE Wohnungsbaukombinat „Wilhelm Pieck“ Karl-Marx-Stadt                                                                                | für die gestalterische Lösung des Ensembles der Stadthalle und des Interhotels in Karl-Marx-Stadt |           |
| 1975 ↑ | Ing. Konrad Reimann | Projektierungsverantwortlicher im VE Wohnungsbaukombinat „Wilhelm Pieck“ Karl-Marx-Stadt                                                                                | für die gestalterische Lösung des Ensembles der Stadthalle und des Interhotels in Karl-Marx-Stadt |           |
| 1975 ↑ | Dr.-Ing. Wladimir Sergejewitsch Rubinow                                                                                         | Bürger der UdSSR, wissenschaftlicher Mitarbeiter im Institut für Kulturbauten Berlin                                                                                    | für die gestalterische Lösung des Ensembles der Stadthalle und des Interhotels in Karl-Marx-Stadt |           |
| 1975 ↑ | Dipl.-Ing; Rudolf Weißer | Chefarchitekt im VE Wohnungsbaukombinat „Wilhelm Pieck“ Karl-Marx-Stadt                                                                                                 | für die gestalterische Lösung des Ensembles der Stadthalle und des Interhotels in Karl-Marx-Stadt |           |
| 1975 ↑ | Ing. Karl Wienke | Gartenarchitekt im VE Wohnungsbaukombinat „Wilhelm Pieck“ Karl-Marx-Stadt                                                                                               | für die gestalterische Lösung des Ensembles der Stadthalle und des Interhotels in Karl-Marx-Stadt |           |
| 1975 ↑ | Theo Balden | Bildhauer, Ordentliches Mitglied der Akademie der Künste der DDR | für seine Verdienste als Bildhauer |           |
| 1975 ↑ | Hermann Hähnel | Dozent für Gesang an der Hochschule für Musik „Hanns Eisler“ Berlin | für seine Leistungen als Sänger |           |
| 1975 ↑ | Gerhard Holtz-Baumert | Schriftsteller | für sein schriftstellerisches und theoretisches Werk |           |
| 1975 ↑ | Prof. Klaus Wittkugel | Professor für Gebrauchsgrafik an der Kunsthochschule Berlin-Weißensee, Ordentliches Mitglied der Akademie der Künste der DDR                                            | für seine Verdienste um die Entwicklung der Ausstellungsgestaltung und Plakatkunst |           |
| 1976 ↑ | Norbert Christian | Schauspieler beim Fernsehen der DDR | für sein künstlerisches Gesamtschaffen |           |
| 1976 ↑ | Angelica Domröse | Schauspielerin an der Volksbühne Berlin | für ihre schauspielerischen Leistungen |           |
| 1976 ↑ | Herbert Nachbar | Schriftsteller | für sein schriftstellerisches Gesamtwerk |           |
| 1976 ↑ | Gret Palucca | Ordentliches Mitglied der Akademie der Künste der DDR und Leiterin der Abteilung für neuen künstlerischen Tanz und Tanzpädagogin der Staatlichen Palucca-Schule Dresden | für ihre Verdienste bei der Ausbildung des Tänzernachwuchses |           |
| 1976 ↑ | Ronald Paris | Maler und Grafiker | für seine Leistungen als Maler und Grafiker |           |
| 1976 ↑ | Erika Pelikowsky | Schauspielerin am Berliner Ensemble | für ihre schauspielerischen Leistungen |           |
| 1976 ↑ | Hans-Joachim Rotzsch | Leiter des Thomanerchores und Thomaskantor der Stadt Leipzig | für seine Leistungen als Leiter des Thomanerchores |           |
| 1976 ↑ | Hilmar Thate | Ordentliches Mitglied der Akademie der Künste der DDR und Schauspieler am Deutschen Theater Berlin                                                                      | für seine schauspielerischen Leistungen |           |
| 1976 ↑ | Alfred Wellm | Schriftsteller | für sein schriftstellerisches Gesamtwerk |           |
| 1977 ↑ | Kollektiv der Dramaturgie für Kinder beim Fernsehen der DDR                                                                     | Kollektiv der Dramaturgie für Kinder beim Fernsehen der DDR | für seinen Beitrag an der Entwicklung der Fernsehdramaturgie für Kinder |           |
| 1977 ↑ | Celino Bleiweiß | | für seinen Beitrag an der Entwicklung der Fernsehdramaturgie für Kinder |           |
| 1977 ↑ | Wolfgang Hübner | | für seinen Beitrag an der Entwicklung der Fernsehdramaturgie für Kinder |           |
| 1977 ↑ | Horst Netzband | | für seinen Beitrag an der Entwicklung der Fernsehdramaturgie für Kinder |           |
| 1977 ↑ | Beate Peters-Hanspach | | für seinen Beitrag an der Entwicklung der Fernsehdramaturgie für Kinder |           |
| 1977 ↑ | Hans-Jürgen Stock | | für seinen Beitrag an der Entwicklung der Fernsehdramaturgie für Kinder |           |
| 1977 ↑ | Gerhard Bienert | Schauspieler am Deutschen Theater Berlin | für die Gestaltung hervorragender klassischer und zeitgenössischer Rollen |           |
| 1977 ↑ | Erich Gerlach | Maler und Grafiker, Dresden | für sein Gesamtwerk als Maler und Grafiker |           |
| 1977 ↑ | Inge Keller | Schauspielerin am Deutschen Theater Berlin | in Anerkennung ihrer vielseitigen Leistungen als Schauspielerin |           |
| 1977 ↑ | Wolfgang Kohlhaase | Autor im VEB DEFA-Studio für Spielfilme Potsdam-Babelsberg | in Würdigung seiner Leistungen für die sozialistisch-realistische Filmkunst |           |
| 1977 ↑ | Eberhard Panitz | Schriftsteller, Berlin | für sein literarisches Gesamtwerk sowie für seine Fernsehdramatik |           |
| 1977 ↑ | Heinz Quermann | Redaktionsleiter beim Fernsehen der DDR | für seine langjährigen Verdienste bei der Entwicklung der Unterhaltungskunst und der Förderung junger Talente in der DDR |           |
| 1977 ↑ | Kurt Schwaen | Komponist, Berlin | für sein kompositorisches Gesamtschaffen |           |
| 1977 ↑ | Werner Stötzer | Bildhauer, Berlin | für seinen bedeutenden Beitrag zur realistischen sozialistischen Bildhauerkunst der DDR |           |
| 1977 ↑ | Harry Thürk | Schriftsteller, Weimar | für sein literarisches Gesamtwerk sowie für seine filmkünstlerischen Werke und seine Fernsehdramatik |           |
| 1977 ↑ | Inge von Wangenheim | Schriftstellerin, Weimar | für ihr literarisches und essayistisches Gesamtwerk |           |
| 1977 ↑ | Marianne Wünscher | Schauspielerin an der Volksbühne Berlin | in Anerkennung ihrer vielseitigen schauspielerischen Gesamtleistung |           |
| 1978 ↑ | Annelie Thorndike | | für ihren Film „Die alte neue Welt“, mit dem sie einen wichtigen Beitrag zur Vermittlung des marxistisch-leninistischen Weltbildes geleistet haben                                                                                          |           |
| 1978 ↑ | Andrew Thorndike | | für ihren Film „Die alte neue Welt“, mit dem sie einen wichtigen Beitrag zur Vermittlung des marxistisch-leninistischen Weltbildes geleistet haben                                                                                          |           |
| 1978 ↑ | Kollektiv von Regisseuren des Bereiches Dramatische Kunst des Fernsehens der DDR                                                | Kollektiv von Regisseuren des Bereiches Dramatische Kunst des Fernsehens der DDR                                                                                        | für seine schöpferischen Leistungen bei der Entwicklung der Fernsehdramatik |           |
| 1978 ↑ | Manfred Mosblech | | für seine schöpferischen Leistungen bei der Entwicklung der Fernsehdramatik |           |
| 1978 ↑ | Wolf-Dieter Panse | | für seine schöpferischen Leistungen bei der Entwicklung der Fernsehdramatik |           |
| 1978 ↑ | Helmut Schiemann | | für seine schöpferischen Leistungen bei der Entwicklung der Fernsehdramatik |           |
| 1978 ↑ | Kollektiv von Entwicklungsdramaturgen der Hauptabteilung Funkdramatik des Rundfunks der DDR                                     | Kollektiv von Entwicklungsdramaturgen der Hauptabteilung Funkdramatik des Rundfunks der DDR                                                                             | für seinen Anteil an der Entwicklung des sozialistischen Gegenwartshörspiels |           |
| 1978 ↑ | Wolfgang Beck | | für seinen Anteil an der Entwicklung des sozialistischen Gegenwartshörspiels |           |
| 1978 ↑ | Peter Goslicki | | für seinen Anteil an der Entwicklung des sozialistischen Gegenwartshörspiels |           |
| 1978 ↑ | Jochen Hauser | | für seinen Anteil an der Entwicklung des sozialistischen Gegenwartshörspiels |           |
| 1978 ↑ | Ruth Hildebrandt | | für seinen Anteil an der Entwicklung des sozialistischen Gegenwartshörspiels |           |
| 1978 ↑ | Siegfried Pfaff | | für seinen Anteil an der Entwicklung des sozialistischen Gegenwartshörspiels |           |
| 1978 ↑ | Christa Vetter-Wischnewski | | für seinen Anteil an der Entwicklung des sozialistischen Gegenwartshörspiels |           |
| 1978 ↑ | Gert Caden | Maler und Grafiker, Dresden | für seine Verdienste um die realistische Gestaltung wesentlicher Ereignisse aus dem Leben der Werktätigen |           |
| 1978 ↑ | Generalmusikdirektor Prof. Martin Flämig                                                                                        | Leiter des Dresdener Kreuzchores | für seine Leistungen als Leiter des Dresdener Kreuzchores |           |
| 1978 ↑ | Erich Geister | Chefszenenbildner des Fernsehens der DDR | für seine Leistungen als Chefszenenbildner des Fernsehens der DDR |           |
| 1978 ↑ | Alfred Hirschmeier | Filmszenenbildner im VEB DEFA-Studio für Spielfilme Potsdam-Babelsberg                                                                                                  | für seine Leistungen auf dem Gebiet des Filmszenenbildes |           |
| 1978 ↑ | Herbert Otto | Schriftsteller, Kleinmachnow | für sein bisheriges literarisches Gesamtwerk |           |
| 1978 ↑ | Prof. Kurt Robbel | Maler und Grafiker, Mahlow | für seinen bedeutenden Anteil an der realistischen Gestaltung des sozialistischen Menschenbildes |           |
| 1978 ↑ | Rosemarie Schuder | Schriftstellerin, Berlin, Mitglied des Hauptvorstandes der CDU | für ihr bisheriges literarisches Gesamtwerk |           |
| 1979 ↑ | Kollektiv von Filmschaffenden auf dem Gebiet des Kinder- und Jugendfilmes im VEB DEFA Studio für Spielfilme, Potsdam-Babelsberg | Kollektiv von Filmschaffenden auf dem Gebiet des Kinder- und Jugendfilmes im VEB DEFA Studio für Spielfilme, Potsdam-Babelsberg                                         | für seinen im nationalen Kinder- und Jugendfilmschaffen geleisteten Beitrag zur Herausbildung allseitig entwickelter sozialistischer Persönlichkeiten                                                                                       |           |
| 1979 ↑ | Werner Beck | | für seinen im nationalen Kinder- und Jugendfilmschaffen geleisteten Beitrag zur Herausbildung allseitig entwickelter sozialistischer Persönlichkeiten                                                                                       |           |
| 1979 ↑ | Gudrun Deubener | | für seinen im nationalen Kinder- und Jugendfilmschaffen geleisteten Beitrag zur Herausbildung allseitig entwickelter sozialistischer Persönlichkeiten                                                                                       |           |
| 1979 ↑ | Christa Kožik | | für seinen im nationalen Kinder- und Jugendfilmschaffen geleisteten Beitrag zur Herausbildung allseitig entwickelter sozialistischer Persönlichkeiten                                                                                       |           |
| 1979 ↑ | Rolf Losansky | | für seinen im nationalen Kinder- und Jugendfilmschaffen geleisteten Beitrag zur Herausbildung allseitig entwickelter sozialistischer Persönlichkeiten                                                                                       |           |
| 1979 ↑ | Günter Mehnert | | für seinen im nationalen Kinder- und Jugendfilmschaffen geleisteten Beitrag zur Herausbildung allseitig entwickelter sozialistischer Persönlichkeiten                                                                                       |           |
| 1979 ↑ | Herrmann Zschoche | | für seinen im nationalen Kinder- und Jugendfilmschaffen geleisteten Beitrag zur Herausbildung allseitig entwickelter sozialistischer Persönlichkeiten                                                                                       |           |
| 1979 ↑ | Kollektiv von Regisseuren aus dem VEB DEFA-Studio für Dokumentarfilme Berlin                                                    | Kollektiv von Regisseuren aus dem VEB DEFA-Studio für Dokumentarfilme Berlin                                                                                            | für sein langjähriges parteiliches Filmschaffen über den Aufbau des Sozialismus in der DDR und seine internationale Ausstrahlungskraft |           |
| 1979 ↑ | Wolfgang Bartsch | | für sein langjähriges parteiliches Filmschaffen über den Aufbau des Sozialismus in der DDR und seine internationale Ausstrahlungskraft |           |
| 1979 ↑ | Jürgen Böttcher | | für sein langjähriges parteiliches Filmschaffen über den Aufbau des Sozialismus in der DDR und seine internationale Ausstrahlungskraft |           |
| 1979 ↑ | Joachim Hadaschik | | für sein langjähriges parteiliches Filmschaffen über den Aufbau des Sozialismus in der DDR und seine internationale Ausstrahlungskraft |           |
| 1979 ↑ | Dr. Joachim Hellwig | | für sein langjähriges parteiliches Filmschaffen über den Aufbau des Sozialismus in der DDR und seine internationale Ausstrahlungskraft |           |
| 1979 ↑ | Harry Hornig | | für sein langjähriges parteiliches Filmschaffen über den Aufbau des Sozialismus in der DDR und seine internationale Ausstrahlungskraft |           |
| 1979 ↑ | Rolf Schnabel | | für sein langjähriges parteiliches Filmschaffen über den Aufbau des Sozialismus in der DDR und seine internationale Ausstrahlungskraft |           |
| 1979 ↑ | Hans-Peter Minetti | Mitglied des ZK der SED, Direktor der Schauspielschule Berlin | für seine überragenden darstellerischen Leistungen und sein kulturpolitisches Wirken zur Ausprägung sozialistischer Schauspielkunst |           |
| 1979 ↑ | Dieter Noll | Schriftsteller, Berlin | für die sozialistisch-realistische Gestaltung revolutionärer Entwicklungsprozesse des realen Sozialismus in seinem Roman „Kippenberg“ |           |
| 1979 ↑ | Joachim Nowotny | Schriftsteller, Leipzig | für sein gesamtes schriftstellerisches Werk für die sozialistisch-realistische Gestaltung von Menschenschicksalen |           |
| 1979 ↑ | Erich Schlossarek | Schriftsteller, Potsdam-Babelsberg | für seine beispielhaften Leistungen als Autor populärer Fernsehfilme und -spiele |           |
| 1979 ↑ | Prof. Herbert Tucholski | Maler und Grafiker, Berlin | für seinen bedeutenden Anteil an der sozialistisch-realistischen Druckgrafik und Zeichenkunst |           |

## Preissummen
| Jahr   | Preissumme in Mark |
| ------ | ------------------ |
| 1970   | 250.000            |
| 1971   | 250.000            |
| 1972   | 300.000            |
| 1973   | 550.000            |
| 1974   | 550.000            |
| 1975   | 300.000            |
| 1976   | 450.000            |
| 1977   | 600.000            |
| 1978   | 500.000            |
| 1979   | 350.000            |
| Gesamt | 4.100.000          |